# Henry Addington, 1:e viscount Sidmouth
Henry Addington, 1:e viscount Sidmouth, född den 30 maj 1757 i London, död den 15 februari 1844 i Richmond Park, var en brittisk statsman.

## Biografi
Addington invaldes 1783 i underhuset och gav där verksamt stöd åt sin barndomsvän William Pitt den yngre. Han blev 1789 husets talman och utsågs vid Pitts avgång 1801 på dennes råd till hans efterträdare som premiärminister, själv övertagande posterna som förste skattkammarlord och skattkammarkansler. 
Fredsfördraget med Frankrike i Amiens (mars 1802) gjorde honom populär, men då han, trots Napoleon I:s hotande hållning, inte företog nödvändiga förberedelser för att möta det nya krigsutbrottet som väntade, undandrog Pitt sitt stöd. 
Efter krigsutbrottet (maj 1803) gjorde sig behovet av en starkare ledning än den medelmåttige Addingtons snart allt kännbarare. Addington avgick i april 1804 och övertog i underhuset ledningen av den strängt rojalistiska gruppen "king's friends". 
Snart försonades han med Pitt, inträdde i dennes kabinett som lordpresident och upphöjdes till viscount Sidmouth (januari 1805). Hans anhängares kritiska hållning mot ministären vållade ny brytning mellan Pitt och Sidmouth samt den sistnämndes avgång (juli 1805). 
I ministären Fox-Grenville var han 1806-07 först sigillbevarare och sedan lordpresident, övertog 1812 sistnämnda ämbete i ministären Perceval och blev i juni samma år inrikesminister vid dennas rekonstruktion under lord Liverpool. 
Sidmouth blev nu inom kabinettet huvudrepresentanten för den politik, som med tvångslagar, censur, godtyckliga häktningar och så vidare sökte hålla arbetarbefolkningens missnöje nere. Suspenderingen (1817) av habeas corpus-akten gjorde honom särskilt hatad; i december 1821 lämnade han inrikesportföljen till Peel, men kvarstod inom kabinettet till 1824. Han deltog sedermera föga i det politiska livet.